# Hilaire De Boom

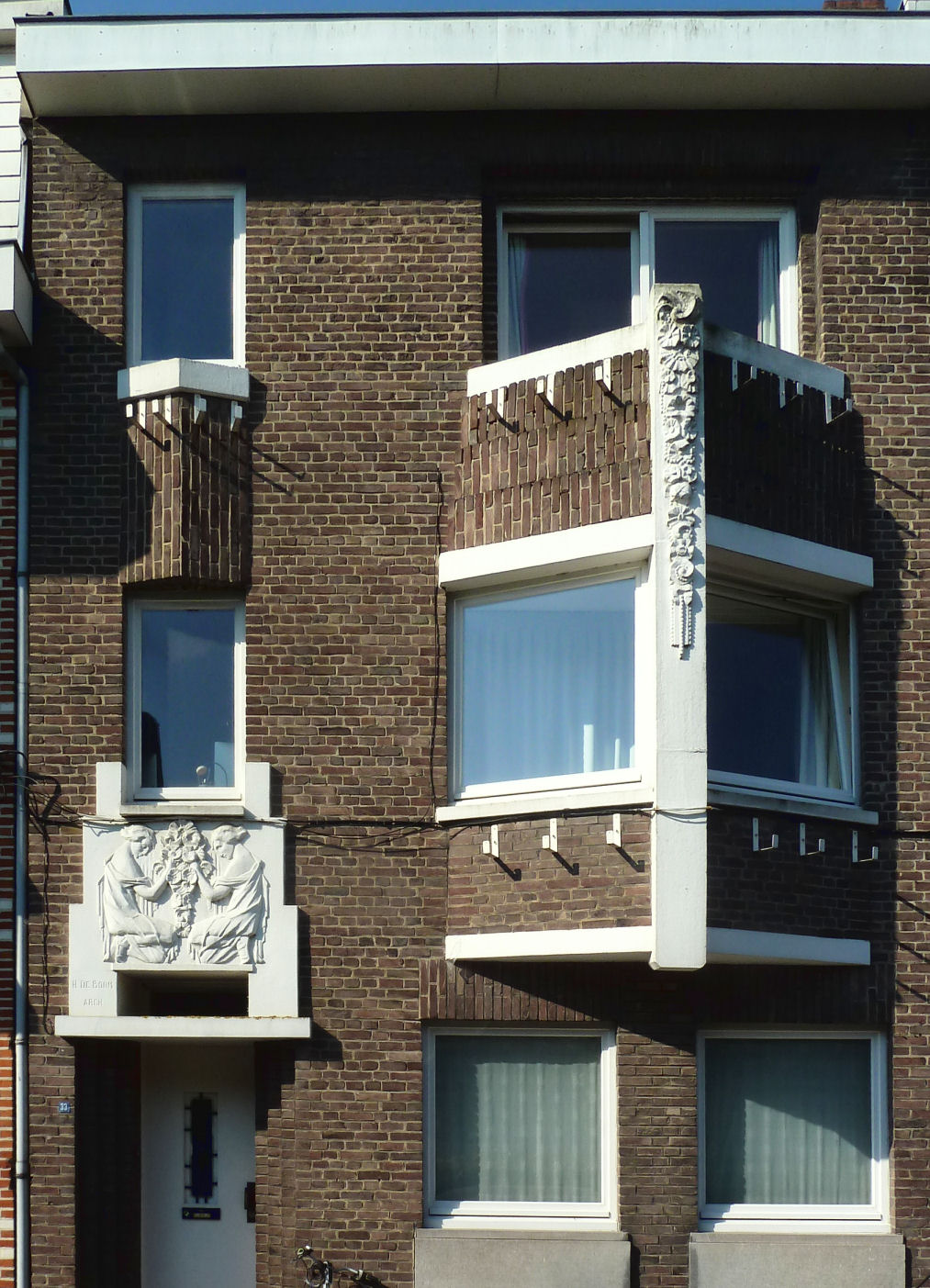
Huis van arduinhouwer Robert Vande Velde, Elisabethwijk

Victor Hilaire De Boom (Herzele, 11 januari 1896 - Sint-Niklaas, 29 oktober 1975) was een Belgisch architect actief in Sint-Niklaas, gespecialiseerd in art-decostijl.

## Carrière
Hilaire De Boom, geboren in Herzele als zoon van Karolus Josephus De Boom en Marie Leontina Van Der Stricht, was hoofdzakelijk actief na zijn huwelijk in Sint-Niklaas. Hij was leerkracht aan de Academie en Nijverheidsschool van Sint-Niklaas. In 1931 volgde hij architect August Waterschoot op als leraar, en werd er benoemd door de stad tot directeur van de Stedelijke Academie voor Schone Kunsten in Sint-Niklaas. In Sint-Niklaas staan verschillende burgerhuizen van zijn signatuur. Voor de ornamenten verkoos hij lokaal talent: hij werkte vaak samen met lokale arduinkappers zoals Robert Van de Velde en Isidore Duellaert-Derboven. Hij woonde in een zelf ontworpen huis in de Nijverheidsstraat.

## Huizen
- Huis Robert Vande Velde.[1]
- Residentie Prins Boudewijn, Prins Leopoldplein
- Burgerhuis Van Bockxlaer-Bonne, Nijverheidsstraat
- Burgerhuis Bruwiere-De Laet, Nijverheidsstraat

## Grafconcessies
- Grafkapel Cole-Hoyweghen, kerkhof Tereken.
- Grafzerk Stoffyn - De Brakeleer, kerkhof Tereken.
- Grafzerk in arduin van Isidoor Vermeire-Bellemans, kerkhof Tereken.

## Restauraties
- Hof Sanders, Sint-Gillis-Waas.
- Onze-Lieve-Vrouw van Deinsbekekapel

## Galerij

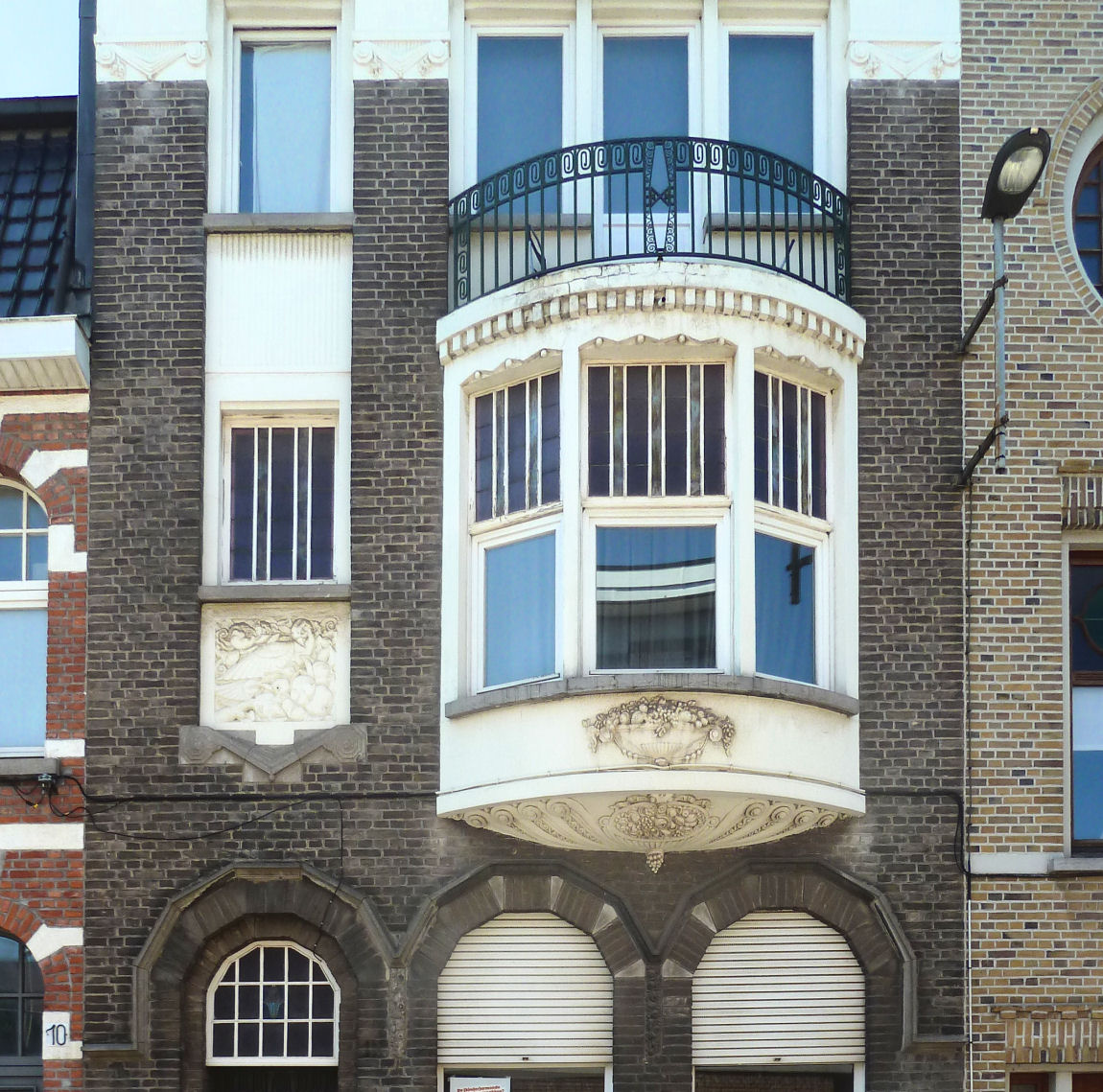
Gevel van zijn eigen residentie.
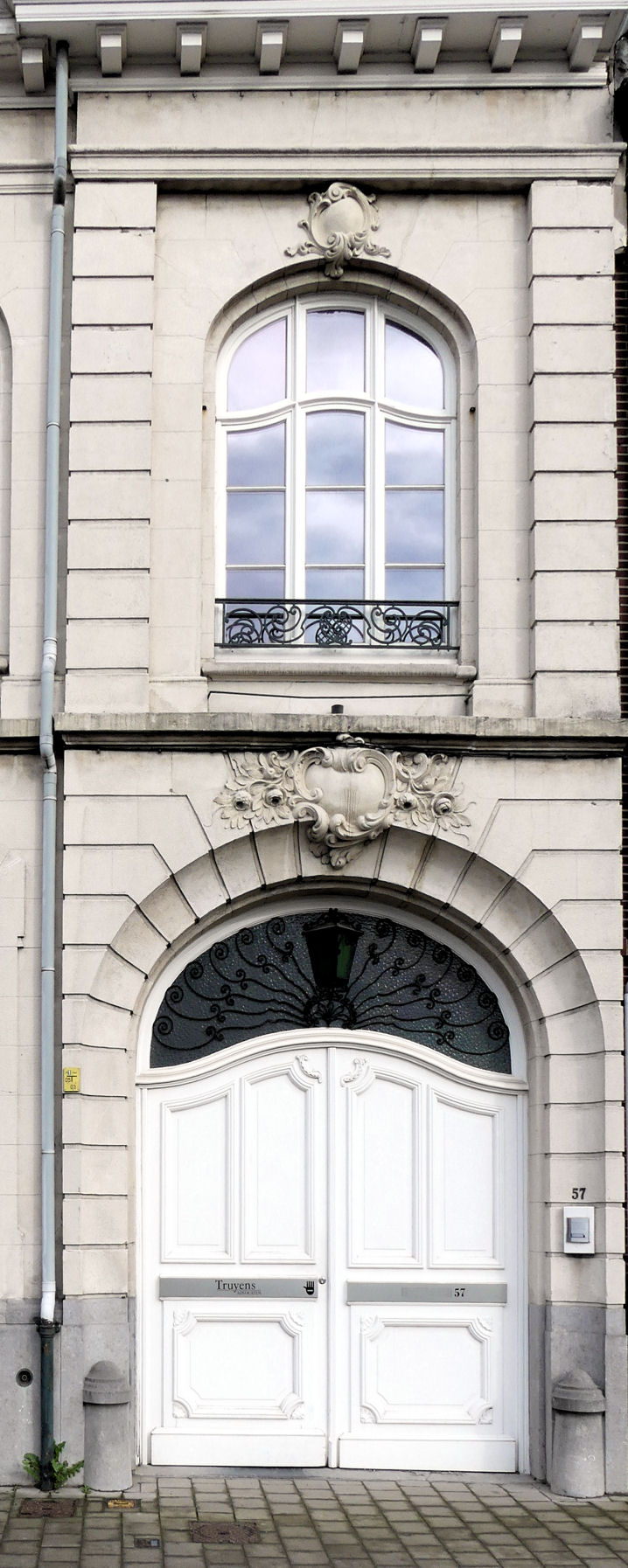
Gevel residentie "Van Pee"
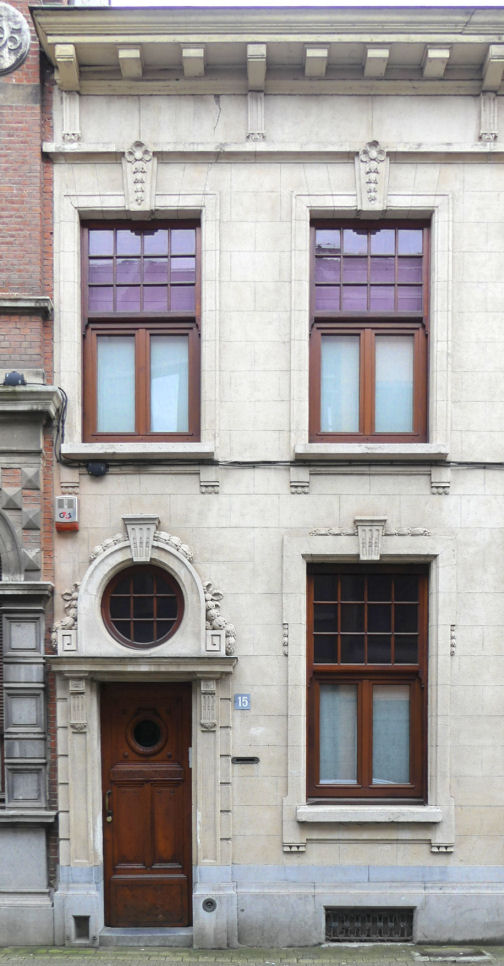
Burgerhuis Bellemans
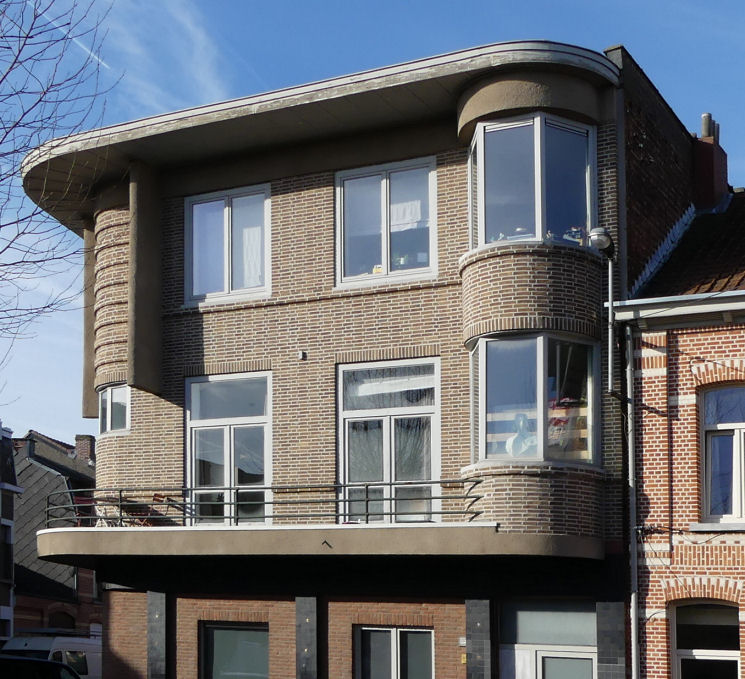
Residentie Prins Boudewijn
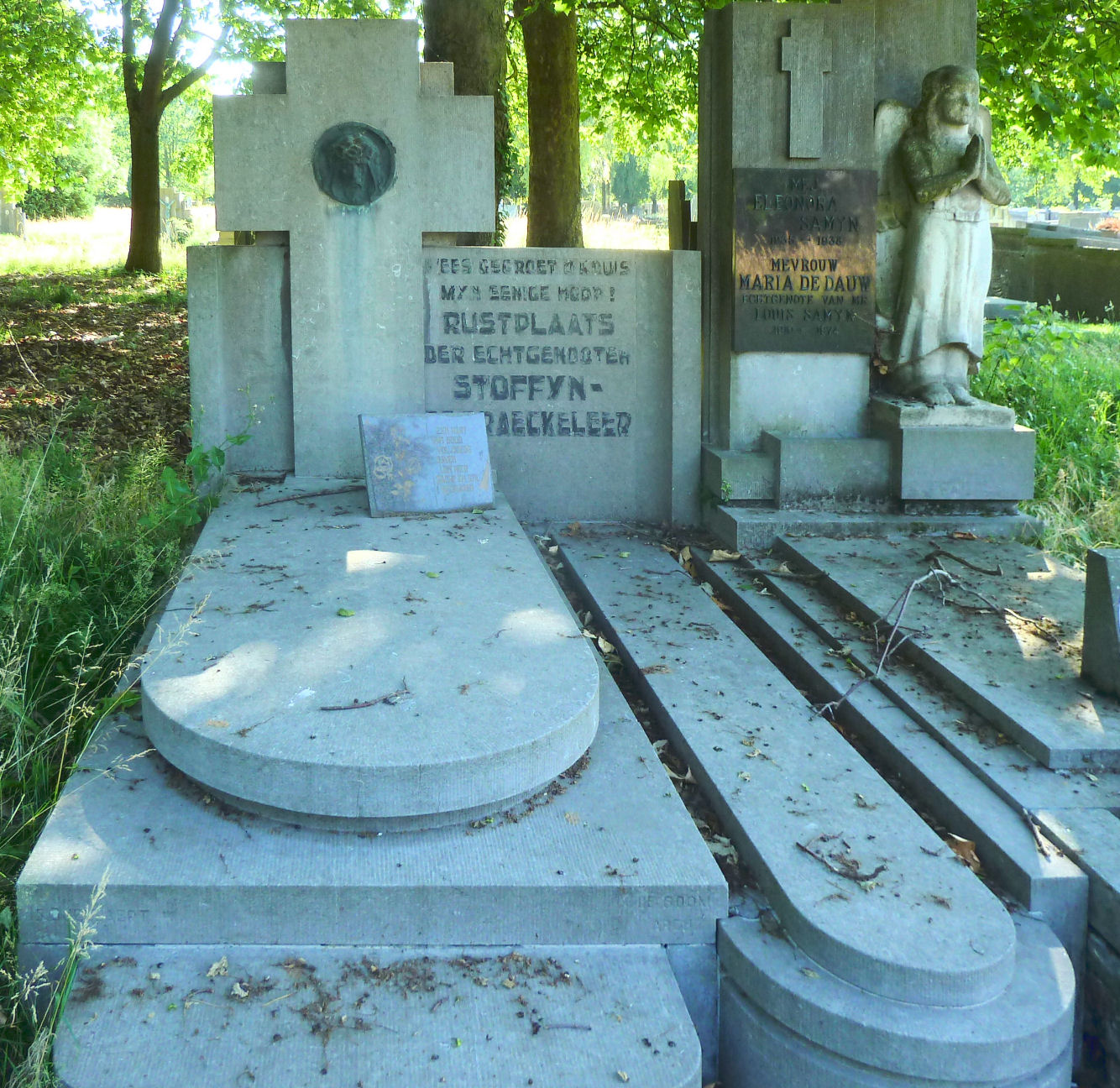
Grafzerk Stoffyn - De Brakeleer, in samenwerking met Isidore Duellaert-Derboven
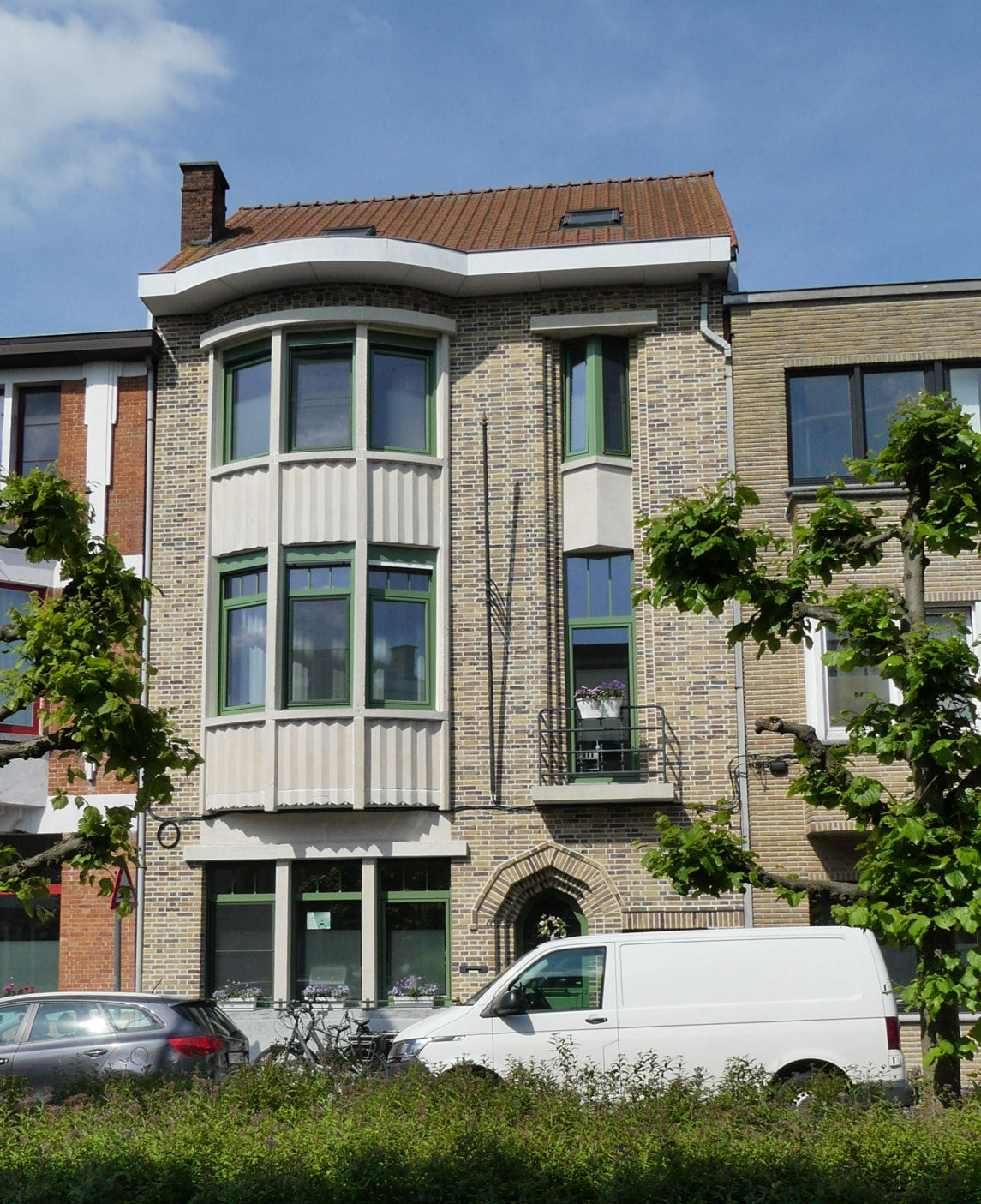
Burgerhuis, Koningin Elisabethlaan